# Championnat de Russie de hockey sur glace D2
 (mars 2025).
Si vous disposez d'ouvrages ou d'articles de référence ou si vous connaissez des sites web de qualité traitant du thème abordé ici, merci de compléter l'article en donnant les références utiles à sa vérifiabilité et en les liant à la section « Notes et références ».
La Vyschaïa Liga (en russe : Высшая лига) était la deuxième division de la ligue professionnelle de hockey sur glace en Russie de 1992 et la dissolution du championnat soviétique jusqu'en 2010.

## Histoire
En 1992, la Vyschaïa Liga est créée par la Fédération de Russie de hockey sur glace (FHR). En 2010, elle devient multinationale, et remplacée par la Vyschaïa Hokkeïnaïa Liga (VHL) et n'est plus organisée par la FHR mais par un organisme indépendant qui est responsable de la KHL.
Le vainqueur de la Vyschaïa Liga remporte la Coupe Bratine.

## Palmarès
- 2010 - Iougra Khanty-Mansiïsk
- 2009 - Iougra Khanty-Mansiïsk
- 2008 - Khimik Voskressensk
- 2007 - Torpedo Nijni Novgorod
- 2006 - Traktor Tcheliabinsk
- 2005 - HK MVD Tver
- 2004 - Molot Prikamie Perm
- 2003 - Torpedo Nijni Novgorod
- 2002 - Sibir Novossibirsk
- 2001 - Spartak Moscou
- 2000 - Neftianik Almetievsk
- 1999 - Torpedo Nijni Novgorod
- 1998 - Ouest : Neftianik Almetievsk / Est : HK Lipetsk
- 1997 - Ouest : CSKA Moscou / Est : Metchel Tcheliabinsk
- 1996 - SKA Khabarovsk
- 1995 - Neftekhimik Nijnekamsk
- 1994 - CSK VVS Samara
- 1993 - CSK VVS Samara